# Polymixinia koreana
Polymixinia koreana là một loài bướm đêm trong họ Geometridae.